# Atsuto Oishi
Atsuto Oishi (født 24. oktober 1976) er en tidligere japansk fodboldspiller og træner.
Han har spillet for flere forskellige klubber i sin karriere, herunder Ventforet Kofu.
Han har tidligere trænet Fujieda MYFC og Vanraure Hachinohe.